# Culture de Serra d'Alto

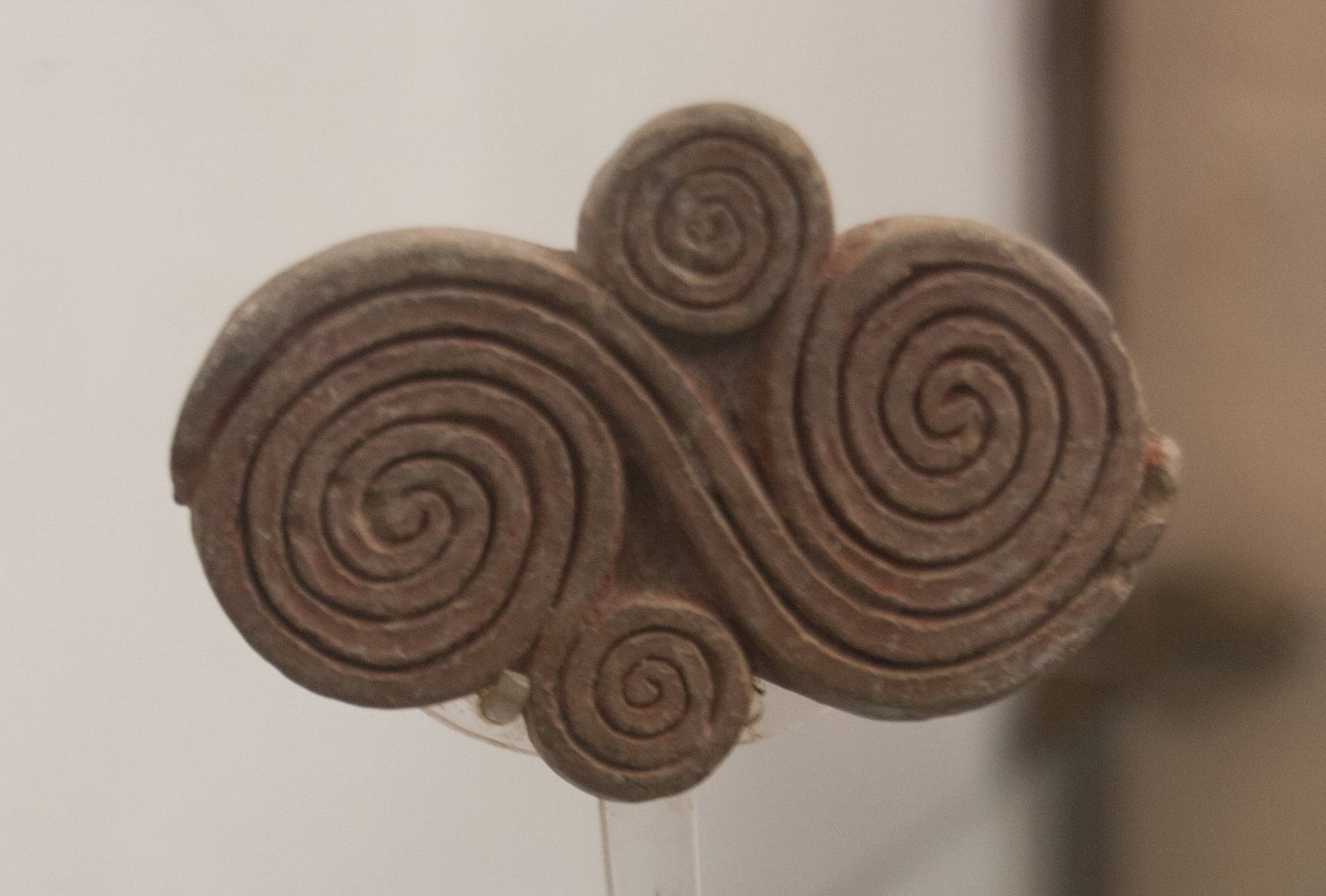
Élément de céramique de Serra d'Alto.

La culture de Serra d'Alto est une culture du Néolithique d'Italie qui se développe durant la seconde moitié du Ve millénaire av. J.-C. Elle tient son nom du site éponyme situé dans la région de Matera dans le sud du pays. Ce dernier a été fouillé au début du XXe siècle  par U. Rellini et D. Ridola,.

## Datation et extension géographique
Comme la plupart des cultures du Néolithique et de l'Énéolithique en Europe, la culture Serra d'Alto est essentiellement définie par le style de la céramique. Cette dernière apparaît dans des sites du centre et du sud de la péninsule italienne et de l'ouest de la Sicile. Elle est ponctuellement présente au-delà de ces régions.
Les plus anciennes datations pour cette culture remontent à la première moitié du Ve millénaire. Elle atteint son apogée durant la seconde moitié de ce même millénaire et est encore attestée au tout début du IVe millénaire en lien avec la culture de Diana.

## Économie et organisation sociale

### Mode de vie
La population vit essentiellement de l'agriculture et de l'élevage. Les moutons et les chèvres sont les animaux domestiques les plus fréquents. Il est possible que, durant cette culture, le pastoralisme se développe fortement, au moins dans certaines régions. Plusieurs éléments suggèrent l'exploitation du lait des animaux domestiques.
Diverses activités artisanales sont documentées, par exemple la réalisation de la céramique de grande qualité ou d'outils en roche taillée de haut niveau technique.

### Échanges
Les échanges à longue distance atteignent une intensité remarquable à cette période comme le montrent différentes catégories d'objets et de matières premières.
L'obsidienne de Lipari parvient sur la plus grande partie de la péninsule et en Sicile.
Le silex du Gargano, employé notamment pour la réalisation de grandes lames par pression au levier est distribué jusqu'à la plaine du Pô.
C'est durant cette période que parvient dans la région de Laterza dans la Pouilles une grande hache en jade provenant des gisements de la région du Mont Viso dans le sud-ouest des Alpes. Selon P. Pétrequin et ses collaborateurs, cette dernière aurait été acheminée d'abord jusqu'en Bretagne où elle aurait été transformée (nouvelle phase de polissage, percement d'un trou dans le talon). Elle aurait ensuite été réinjectée dans les réseaux d'échanges et serait parvenue dans le sud de l'Italie.

### Influences culturelles
L'influence de la culture Serra d'Alto sur les autres cultures est importante. Des imitations parfois grossières de vases de style Serra d'Alto ont par exemple été découverts dans des sépultures dans le site de Le Mose en Émilie-Romagne et dans le site de La Vela près de Trente dans le sud des Alpes.

## Les villages et leur répartition
Durant le VIe et encore au début du Ve millénaire, le Tavoliere et le Materano se caractérisent par une densité remarquable de villages et donc une forte densité de population. Au cours du Ve millénaire, durant le développement de la culture Serra d'Alto, on observe un effondrement du peuplement de ces régions, lié sans doute à une dégradation du climat rendant ces zones peu favorables à l'agriculture.
À l'opposé, se développent des villages dans des régions encore peu ou pas peuplées, par exemple en Campanie.
Les cabanes sont le plus souvent circulaires et semi-enterrées.
De nombreuses grottes naturelles sont fréquentées durant cette période, peut-être en partie lors des transhumances.

## Les sites funéraires et cultuels
Par rapport aux cultures qui la précèdent, la culture Serra d'Alto montre un développement important des pratiques funéraires et cultuelles.
C'est durant cette dernière que se développe les hypogées, par exemple ceux de Cala Colombo et de Santa Barbara dans la région de Bari près de la côte adriatique.
On note aussi le développement de sépultures et de structures cultuelles dans des villages abandonnés depuis des siècles ; des tombes sont creusées dans les anciens fossés ceinturant ces villages, par exemple à Masseria Candelaro dans le Tavoliere.

## Productions matérielles

### La céramique

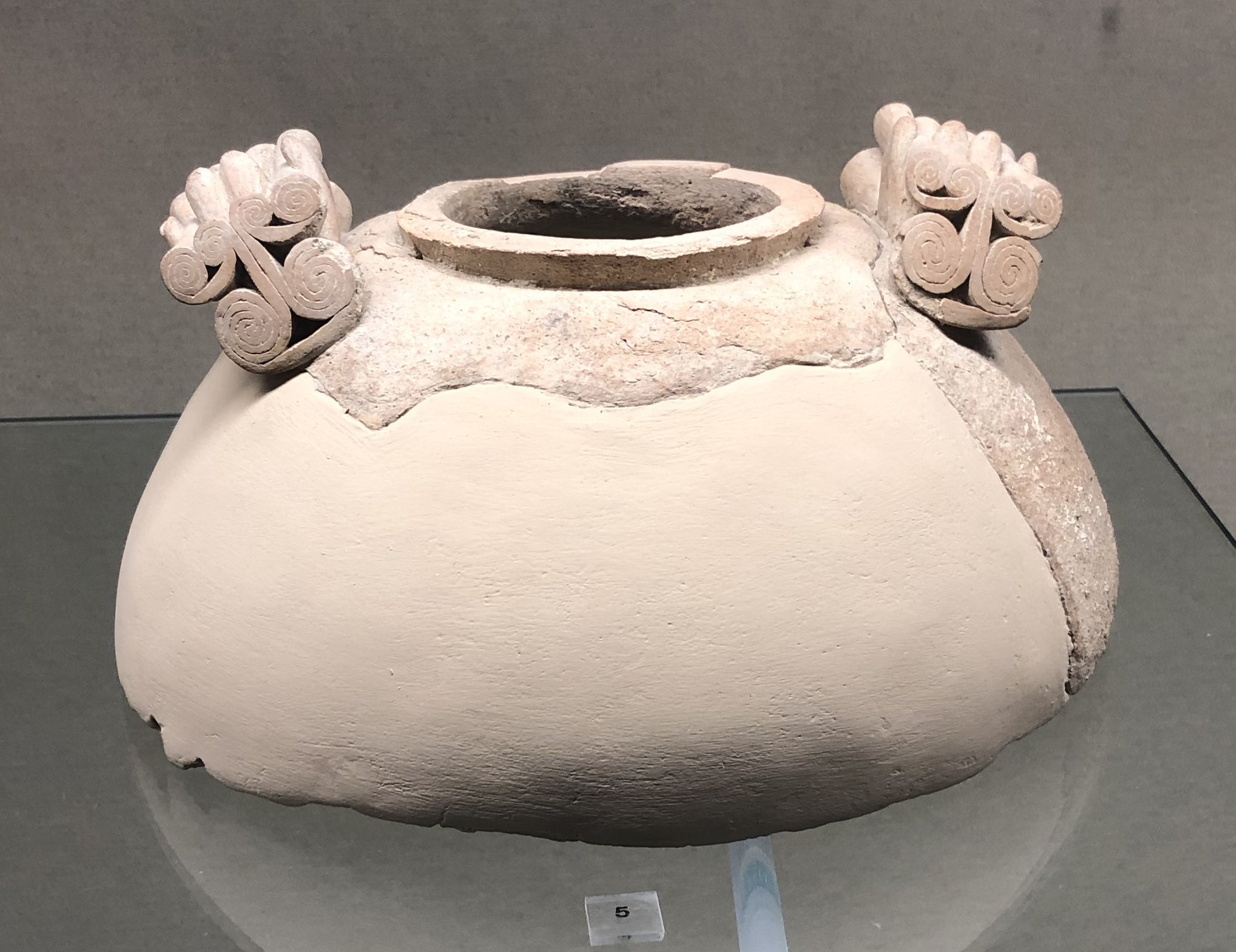
Pot sphérique avec anses (Musée archéologique régional de Syracuse).

La céramique caractéristique de cette culture est de très grande qualité ; la pâte est extrêmement fine et très bien préparée, la cuisson des poteries à haute température est parfaitement maîtrisée. Les surfaces sont lissées. Les décors peints, particulièrement abondants, sont constitués de motifs géométriques (méandres, damiers, spirales, etc.). Les formes des vases sont assez variées : les tasses sont nombreuses, on retrouve également différents types de marmites et de cruches. La forme des anses de ces poteries est très variée et souvent très élaborée.
Au côté de cette céramique de grande qualité, on trouve également des céramiques plus grossières à la fois dans la réalisation et dans les décors.

### L'outillage en roche taillée
L'exploitation du silex du Gargano à travers des mines à galeries et chambres souterraines, développée dès le VIe millénaire, semble marquer un infléchissement très important durant cette période. Néanmoins, on retrouve encore dans le centre et le sud de la péninsule et exceptionnellement au-delà des lames par pression debout et par pression au levier réalisées dans cette matière première. Dans le sud-est de la Sicile, le silex des Monts Hybléens est lui aussi employé pour la réalisation de lames par pression et par pression au levier qui parviennent sans doute jusqu'à Malte.
Au cours de la culture Serra d'Alto, apparaissent les premières pointes de flèche perçantes qui se développeront très fortement durant les cultures suivantes.

### Les tampons et l'outillage en os
Les tampons ou pintaderas sont réalisés en terre-cuite et mesure quelques centimètres. On suppose qu'ils ont été utilisés pour la réalisation de décors imprimés.
Les outils en os semblent plus abondants que dans les cultures précédentes. On retrouve des poinçons, des pointes et des spatules.

## Productions artistiques
Il est possible que des peintures pariétales de la grotte de Porto Badisco dans la région de Brindisi aient été réalisées durant cette période : certains des motifs figurés évoquent en effet très fortement les décors des céramiques de style Serra d'Alto.